# Sista budet
Sista budet är en svensk dramafilm från 1981, regisserad av Christer Dahl och skriven av Dahl, Anders Lönnbro och Bodil Mårtensson under namnet Kennet Ahl. Lönnbro och Mårtensson spelade även huvudrollerna som Roger respektive Lisett Ahl.

## Handling
Roger och Lisett har fått 13 rätt på tipset och tror att de har vunnit storkovan. När de får veta att vinsten endast inbringat 823 kronor blir de besvikna.

## Rollista
- Bodil Mårtensson – Lisett Ahl
- Anders Lönnbro – Roger Ahl
- Hans Alfredson – Joakim Jocke Berger
- Carl-Axel Heiknert – Anders Berger
- Weiron Holmberg – Gamle Stan
- Roland Janson – fackordföranden
- Inga Ålenius – Rosita
- Sven Wollter – poliskommissarien
- Maria Hörnelius – Den onde
- Karin Holmberg – Kicki
- Mats King – Texas
- Håkan Ernesto Söderberg – Ivan
- Ami Rolder – Mona
- Bo Hörnelius – länsarbetschefen
- Harald Andersson – landshövdingen

## Om filmen
Sista budet producerades av Ingemar Ejve för Svenska AB Nordisk Tonefilm, AB Europa Film, Stiftelsen Svenska Filminstitutet och AB Ri-Film. Den fotades av Göran Nilsson och klipptes av Ahl-kollektivet. Musiken komponerades av Bernt Andersson, Bengt Blomgren, Christer Boustedt, Kjell Jansson och Conny Sjökvist. Filmen premiärvisades den 27 februari 1981 på en mängd orter i Sverige.

## Musik
- "De' ä' grabben me' chokla' i" (text: Gösta Stevens, musik: Helge Lindberg
- "Sköna maj, välkommen" (text: Johan Ludvig Runeberg, musik: Lars Magnus Béen)
- "Du gamla, du fria" (text: Richard Dybeck, musik: trad.)